# Amy Barger
Pour les articles homonymes, voir Barger.
Amy J. Barger (née le 18 janvier 1971) est une astronome américaine dont les découvertes concernent principalement les quasars, les trous noirs et d’autres objets très lointains.  Elle a aidé à montrer que l'activité des trous noirs dans les galaxies voisines était plus importante et plus récente que prévu. Elle a également travaillé avec d'autres sur des découvertes concernant l'activité stellaire dans des galaxies lointaines. Elle est actuellement professeure à l'université du Wisconsin à Madison.

## Biographie
Barger obtient un doctorat en astronomie en 1997 du King's College de l'université de Cambridge où elle est boursière Marshall. Après quoi, elle travaille sur la collaboration Morphs en étudiant la formation et la morphologie de galaxies lointaines. Elle reçoit de nombreuses récompenses et bourses, notamment le prix d'astronomie Annie J. Cannon en 2001 et le prix Pierce en 2002 de l'Union américaine d'astronomie, le prix 2007 Go Goppert-Mayer de la Société américaine de physique, une bourse Alfred P. Sloan en 2002 et une bourse de recherche David et Lucille Packard en 2003. En 2017, elle est élue membre de l'Association américaine pour l'avancement des sciences. 